# André Hartwig
André Hartwig, né le 14 mars 1983 à Rostock, est un patineur de vitesse sur piste courte allemand.

## Biographie
Il participe aux épreuves de patinage de vitesse sur piste courte aux Jeux olympiques de 2002. Il arrive septième du relais aux Jeux olympiques de Turin avec Thomas Bauer, Tyson Heung, Arian Nachbar et Sebastian Praus.